# Ospedale Sacro Cuore Don Calabria
L'Ospedale Sacro Cuore Don Calabria di Negrar (Verona) è un ospedale classificato e presidio ospedaliero della Regione Veneto. È una struttura sanitaria della Congregazione dei Poveri Servi della Divina Provvidenza, fondata da un sacerdote veronese,  San Giovanni Calabria.
L'Ospedale è situato all'interno della "Cittadella della Carità", dove sulla stessa area gravitano anche strutture socio-sanitarie (casa di riposo e Rsa).
Il 23 maggio del 2018 il "Sacro Cuore Don Calabria" è stato riconosciuto, con decreto del Ministero della Salute, IRCCS (Istituto di Ricovero e Cura a Carattere Scientifico) per le Malattie Infettive e Tropicali e nel novembre dello stesso anno è stato riconosciuto dall'UNICEF "Ospedale Amico dei Bambini".
È anche un Cancer Care Center riconosciuto dall'OECI (Organisation of European Cancer Institutes) dove il paziente oncologico adulto trova tutte le specialità per la cura e la diagnosi dei tumori.
L'IRCCS di Negrar è centro di riferimento della Regione Veneto per:
- Radioterapia Oncologia Avanzata
- Malattie tropicali
- Ginecologia: diagnosi e cura dell'endometriosi profonda
- Ortopedia: revisione protesica di ginocchio e anca
- Oculistica: patologie gravi della retina

Disponendo di un Ciclotrone tra i più potenti in Europa con annessa Radiofarmacia, il "Sacro Cuore DOn Calabria" produce radiofarmaci per gran parte delle Medicine Nucleari del Veneto

## Posti letto
La "Cittadella della Carità" comprende in totale 968 posti letto
- Area sanitaria - 549 posti letto
- Area socio-sanitaria - 419